# Wilhelm Tenhagen
Wilhelm Tenhagen (* 14. Oktober 1911 in Duisburg; † 22. August 1954 in Neuenweg) war ein deutscher Politiker der SPD.

## Leben
Tenhagen besuchte die Volksschule und wurde nach abgeschlossener Lehre als Schriftsetzer angestellt. 1932 wechselte er als Chemiearbeiter zur Ruhröl GmbH in Bottrop, wo er 1938 zum Betriebsmeister aufstieg.
Tenhagen war seit 1927 Mitglied der Gewerkschaft. Er trat 1931 in die SPD ein und war vor allem in der sozialistischen Jugendarbeit tätig.
Nach 1945 engagierte er sich für den Wiederaufbau der Gewerkschaften. Er war seit 1946 Stadtrat und von 1946 bis 1949 Oberbürgermeister der Stadt Bottrop. 1948 wurde er zum Vorsitzenden des SPD-Unterbezirks Recklinghausen gewählt.
Dem Deutschen Bundestag gehörte Tenhagen seit der ersten Bundestagswahl 1949 bis zu seinem Tode an. Bei der Bundestagswahl 1949 gewann er den Wahlkreis Gladbeck – Bottrop und 1953 zog er über die Landesliste der SPD Nordrhein-Westfalen ins Parlament ein. Von 1953 bis zu seinem Tode war er stellvertretender Vorsitzender des Bundestagsausschusses für Kommunalpolitik.
In der Nacht vom 21. auf den 22. August 1954 verunglückte Tenhagen während eines Kuraufenthaltes im Schwarzwald tödlich, als er aus dem Fenster seines im dritten Stock gelegenen Hotelzimmers in Neuenweg stürzte.
Im Bottroper Stadtteil Boy wurde nach ihm die Wilhelm-Tenhagen-Straße benannt.